# Die letzten Tage von Byzanz
Die letzten Tage von Byzanz ist ein kurzer französischer Monument-Stummfilm aus dem Jahre 1913 von Louis Feuillade.

## Handlung
Man schreibt das Jahr 1453, Handlungsort ist der südöstlichste Vorposten des Christentums Konstantinopel. Das Byzantinische Reich Kaiser Konstantin XI. wird von den Ungläubigen des Sultans Mehmed II. und seinen übermächtigen Heerscharen erst bedroht, dann belagert und schließlich in einer verlustreichen Schlacht erobert. Zunächst sieht man wie Konstantin die Befestigungsanlagen inspiziert, die von einer gewaltigen Kanone aus der Hand des ungarischen Waffenkonstrukteurs Orban gesichert werden sollen. Derweil hat sich der Sultan mit seinen Kriegsratgebern zurückgezogen, um seinen Angriffsplänen den letzten Schliff zu geben. Die christlichen Verteidiger bitten um göttlichen Beistand, die Bevölkerung ist verzweifelt.
Schließlich kommt es zum moslemischen Überfall, Tausende ottomanischer Angreifer bestürmen die Festung Konstantinopel und überrennen ihre Verteidiger. Beim Kampf fällt auch der letzte byzantinische Kaiser, und es kommt zu ersten Plünderungen durch die moslemischen Eroberer. Dann erst betritt Mehmed die Stadt und inspiziert die Gefangenen und Toten, auf der Suche nach dem Leichnam seines Gegenspielers Konstantin. Als er diesen findet, schändet und enthauptet er ihn in einem letzten Akt der Barbarei. In der Hagia Sophia wird der große Sieg gefeiert.

## Produktionsnotizen
Die letzten Tage von Byzanz ist trotz seiner kurzen Spieldauer ein monumental umgesetzter Historienstoff von einiger Schaupracht und mit der römischen Antike als Handlungsort, wie sie zu dieser Zeit beim französischen und vor allem beim italienischen Film (Quo Vadis?, Spartacus, Cabiria) bevorzugt hergestellt wurden.
Der erste bekannte Aufführungstermin war der 19. September 1913 in Berlins U.T.-Lichtspielen an der Friedrichstraße. Im Herstellungsland Frankreich lief Die letzten Tage von Byzanz erst am 24. Oktober 1913 an.
Die Filmbauten entwarf Robert-Jules Garnier.

## Historischer Hintergrund
Die Eroberung von Konstantinopel (1453) durch die Osmanen beendete die über ein Jahrtausend lang währende christlich-römische Herrschaft über das heutige Istanbul und damit auch das Byzantinische Reich. Der osmanische Sultan Mehmed II. stand an der Spitze eines rund 80.000 Mann starken Belagerungsheeres. Sein Gegenspieler war Kaiser Konstantin XI., der über rund 7000 bis 10.000 Soldaten als Verteidiger verfügte. Der Fall der Stadt markierte zugleich den Aufstieg des Osmanischen Reiches zur Großmacht.

## Kritik
„Die letzten Tage von Byzanz … versetzt uns in die Mitte des 15. Jahrhunderts und zeigt uns in einer Reihe wundervoller Bilder, wie Mohammed II. gegen Konstantin zu Felde zog und Konstantinopel dem Islam gewann. Das Kino beweist hier seine erstaunliche Leistungsfähigkeit in der Aufnahme stürmisch belebter Massenszenen. Es folgt der Menge von Ort zu Ort; es ist an keine Stätte gebunden und kann von Minute zu Minute den Schauplatz wechseln. Gewaltige Aufzüge entwickeln sich; wir sehen das von Verzweiflung erfüllte Volk von Byzanz; Schlachtenbilder entrollen sich vor unseren Augen; die ungeheuren Kriegerscharen Mohammeds werfen die kleine Armee Konstantins nieder. Der König fällt; die Seinen werden von dannen geschleppt und in die Gefangenschaft geführt. Es ist eine Schaustellung, die starke Eindrücke wachruft und das Walten eines genialen Regisseurs erkennen lässt.“